# Салча Ноуа (Вранча)
Салча Ноуа (рум. Salcia Nouă) насеље је у Румунији у округу Вранча у општини Чорашти. Oпштина се налази на надморској висини од 33 m.

## Становништво
Према подацима из 2002. године у насељу је живело 563 становника, од којих су сви румунске националности.